# Landraad (Zwitserland)
De Landraad (Duits: Landrat) is een type kantonsparlement in Zwitserland. Deze worden via algemeen, enkelvoudig kiesrecht gekozen voor de duur van vier jaar en bezitten voornamelijk wetgevende macht. Tussentijdse verkiezingen zijn niet mogelijk en de Landraad moet haar volledige mandaat uitzitten. De voorzitter wordt voor de duur van een jaar gekozen. De opvolger moet uit een andere politieke partij afkomstig zijn en is meestal de vicevoorzitter, dit hoeft echter niet.
- In de volgende kantons kent men een Landraad:
  - Landraad van Bazel-Landschap
  - Landraad van Glarus
  - Landraad van Nidwalden
  - Landraad van Uri